# Wydajność procesu technologicznego
Wydajność procesu technologicznego – stosunek ilości produktu, który jest otrzymywany w jednostce czasu w konkretnych warunkach technologicznych, do ilości, która teoretycznie może być otrzymana w tym czasie. Jedną z miar wydajności procesu jest też materiałochłonność (wydajność materiałowa):
- masa zużywanych w procesie wytwarzania jednostki masy produktu materiałów (surowców i materiałów pomocniczych) lub udział kosztów tych materiałów w całkowitych kosztach produkcji

lub
- stosunek ilości materiałów, które są teoretycznie niezbędne do wytworzenia jednostki masy produktu, do ilości  zużywanej w konkretnych warunkach technologicznych.